# Hemionitis tomentosa
Hemionitis tomentosa là một loài thực vật có mạch trong họ Adiantaceae. Loài này được (Lam.) Raddi miêu tả khoa học đầu tiên năm 1819.